# Rudolph E. Baynes
Rudolph E. Baynes war ein Politiker aus St. Vincent und die Grenadinen.
Er vertrat vom 15. Oktober 1951 bis zum 4. Juli 1957 den Wahlkreis Kingstown im House of Assembly. Vom 5. April 1956 bis 4. Juli 1957 war er Minister für Handel und Produktion. Anfangs war er Mitglied der Eight Army Liberation Party, ab 1954 unabhängiger Abgeordneter.